# Traits d'union (La Défense)
Traits d'union (ou simplement Bas-relief) est une œuvre des artistes français Hervé Mathieu-Bachelot et André Ropion. C'est l'une des œuvres d'art de la Défense, en France.

## Description
Traits d'union prend la forme de deux vitraux distincts de 18 m de long et 4 m de hauteur. Les éléments des deux vitraux sont de caractères essentiellement abstraits et composés dans les tons blancs, bleus et turquoise. Cependant, l'un des deux vitraux représente plutôt un ensemble de lignes droites figurant une perspective, tandis que le second est formé de lignes courbes.

## Localisation
L'œuvre est située à l'extrémité des quais de la gare RER, contre les murs du fond, dans la direction Banlieue. La partie la plus rectiligne est placée sur le quai entre les voies 1 et A ; la partie la plus curviligne entre les voies 2 et B.
Les autres extrémités des quais, dans la direction Paris, sont également occupées par deux autres œuvres d'art : Boréale et Bas-relief en cuivre.

## Implantation
L'œuvre est créée en 1979 et implantée à son emplacement actuel la même année.

## Artiste
Hervé Mathieu-Bachelot (né en 1945) est un dessinateur et graveur français. André Ropion est un artisan spécialisé dans la restauration et la création de vitraux et mosaïques.